# Aron Christoffer Gunnarsson
Aron Christoffer Gunnarsson i riksdagen kallad Gunnarsson i Axtorp, född 25 oktober 1855 i Förlanda församling, Hallands län, död där 15 januari 1944, var en svensk lantbrukare och riksdagspolitiker (moderat).
Gunnarsson var lantbrukare på egendomen Axtorp i Hallands län. Han var även politiker och ledamot i riksdagens andra kammare 1903–1911 för Viske och Fjäre domsaga. Hans hem, riksdagsmannagården i Axtorp, förklarades 1995 som byggnadsminne.